# Capela da Praia (Esmoriz)

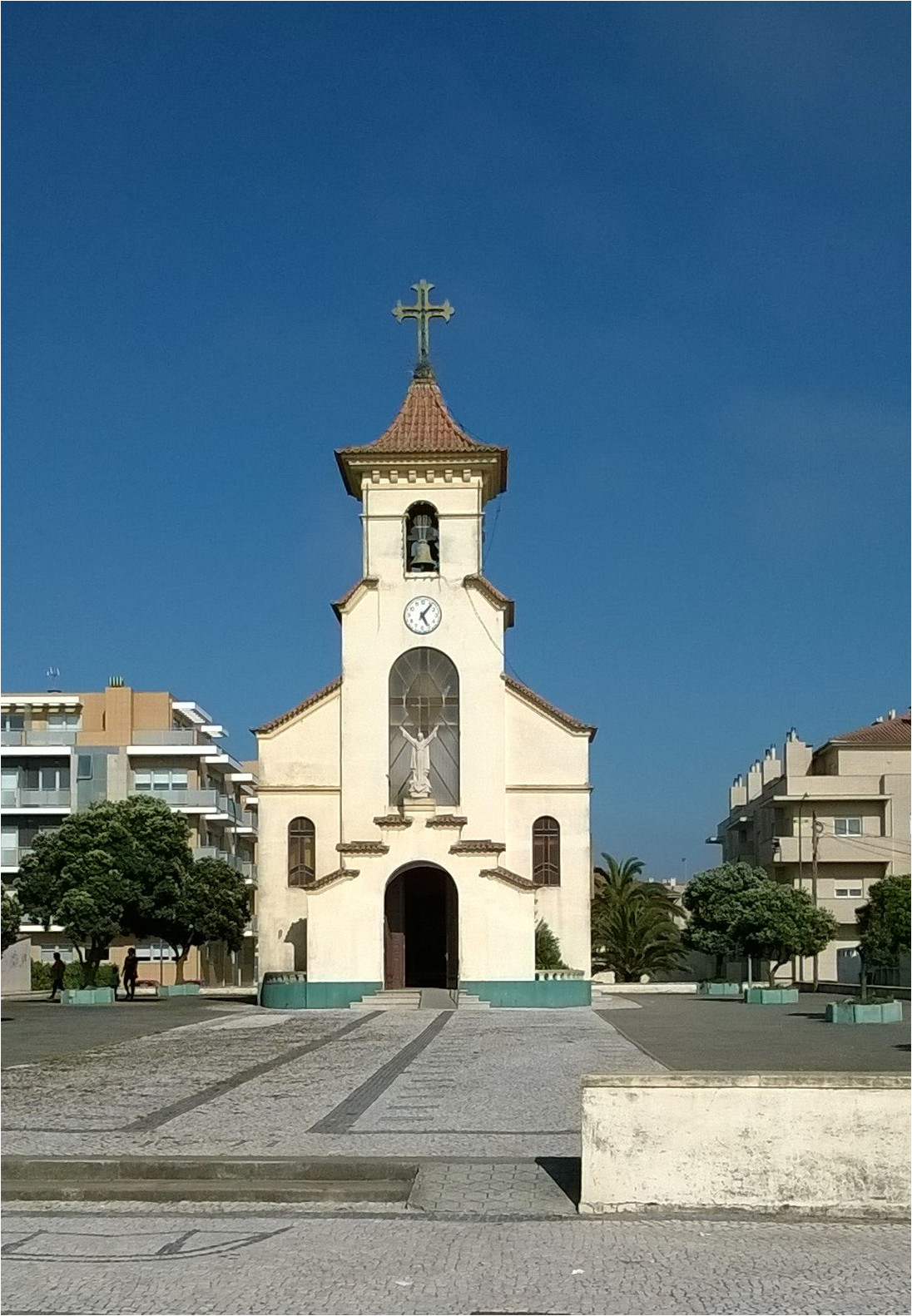
Capela da Praia, Esmoriz.

A Capela da Praia localiza-se na cidade de Esmoriz, Município de Ovar, no Distrito de Aveiro, em Portugal.

## História
Remonta a uma capela de pequenas dimensões, com um adro ao redor, erguida em 1866, referido apenas como a "Capela da Praia", com a função de atender a devoção dos pescadores locais. Em 1894 este templo distava apenas cerca de cento e sete metros do mar, o que o colocava em risco pela erosão marinha.
No início do século XX a edificação acusava problemas, nomeadamente o telhado, que ameaçava ruína iminente. A partir de então cogitou-se a construção de um novo templo, a "Nova Capela da Praia".
As suas obras terão se iniciado em 1941, vindo a ser inauguradas em 1948 pelo então pároco, Vieira Pinto.
De acordo com Aires de Amorim, a frontaria desta nova capela distava apenas cento e sessenta e dois metros da antiga, então já em mau estado, ameaçada pelo avanço do mar e que viria mesmo a ruir.
A atual capela encontra-se mais afastada do mar e, em nossos dias, goza da proteção de um amuralhado de rochas.